# Uromyces sporoboli
Uromyces sporoboli är en svampart som beskrevs av Ellis & Everh. 1893. Uromyces sporoboli ingår i släktet Uromyces och familjen Pucciniaceae.   Inga underarter finns listade i Catalogue of Life.